# Pseudambassis roberti
Pseudambassis roberti är en fiskart som beskrevs av T.K. Datta och Chaudhuri, 1993. Pseudambassis roberti ingår i släktet Pseudambassis och familjen Ambassidae. IUCN kategoriserar arten globalt som otillräckligt studerad. Inga underarter finns listade i Catalogue of Life.